# Iznate
 Iznate  est une commune de la province de Malaga dans la communauté autonome d'Andalousie en Espagne.

## Histoire
Son nom aviendrait de Iznassen (حصن), les châteaux, ou Hisn Aute, château d'Aute. Certains historiens affirment qu'en 879, dans une ferme immédiate du village d'Hisn Aute, le célèbre rebelle du califat, Omar Ben Hafsun, est né.
Les Iznaten se rendenr aux Rois Catholiques lorsque ceux-ci conquirent Vélez-Málaga en 1487. Par la suite, étant dans l'une des zones les plus conflictuelles pendant la rébellion mauresque du milieu du XVIe siècle, il s'est joint au soulèvement qui a été étouffé par Jean d'Autriche, ses habitants étant expulsés.
La ville est restée déserte jusqu'en 1574, lorsque, sur ordre de Philippe II et selon le livre de fondation conservé à la mairie, une commission spéciale est arrivée pour faire une répartition équitable des terres et des héritages de sa juridiction parmi les vieux chrétiens. Ces nouveaux habitants d'Antequera, d'Estepa et d'autres villes de l'intérieur, provenaient dans un total de 59 familles, dont les noms, l'origine, l'âge, l'État et d'autres circonstances figurent dans ledit livre de fondation.
Le bâtiment qui se démarque le plus est l'église paroissiale, construite après la rébellion. D'un seul vaisseau et d'ordre toscan, il conserve quelques toiles d'une valeur incontestable.

## Démographie
| 1991 | 1996 | 2001 | 2004 | 2012 |
| ---- | ---- | ---- | ---- | ---- |
| 743  | 754  | 789  | 816  | 951  |